# Кукавка австралійська
Ку́кавка австралійська (Cacomantis variolosus) — вид зозулеподібних птахів родини зозулевих (Cuculidae). Мешкає в Австралазії.

## Опис

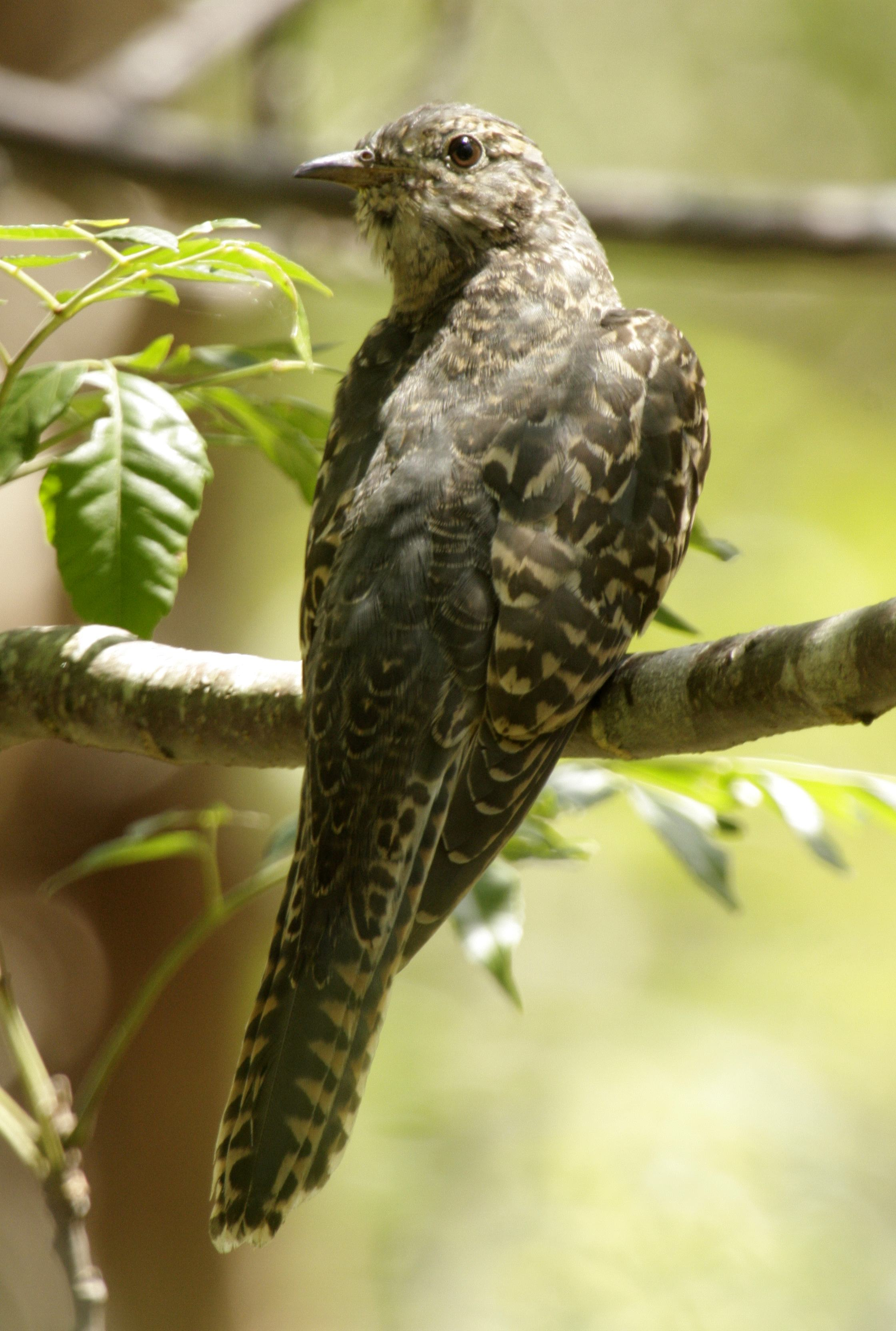
Молода австралійська кукавка

Довжина птаха становить 20-23 см, вага 28-49 г. Довжина крила у самців становить 13,5 см, у самиць 12,8-13,2 см, довжина хвоста у самців становить 11,5 см, у самиць 10,6 см, довжина дзьоба 22 мм.
У самців голова сіра, над очима світлі "брови". Верхня частина тіла сірувато-коричнева з легким зеленуватим відтінком. У птахів напередодні линьки верхня частина тіла набуває коричневого відтінку. Верхні перкривні пера хвоста мають білі краї. Крила сірувато-коричневі з легким бронзовим відтінком. Махові пера темно-сірі, на нижній стороні крил біля їх основи є білі плями, що формують на нижній стороні крила характерні білі смуги. Нижня частина тіла сіра, підборіддя і горло дещо світліші. Живіт, нижня частина боків і нижні покривні пера хвоста світло-коричневі або рудувато-коричневі. У деяких особин на нижній частині тіла є сірі плями. Хвіст східчастий, зверху чорнувато-коричневий з широкою чорною смугою на кінці, стернові пера мають білі кінчики. Нижня сторона хвоста сіра , стернові пера знизу мають білі кінчики і білі поперечні смуги на внутрішніх опахалах.
Забарвлення самиць існує у двох морфах: смугастій і не-смугастій. Самиці не-смугастої морфи мають забарвлення, подібне до забарвлення самців, однак дещо світліше і більш коричнювате. Нижня частна тіла у них поцяткована сірими плямами. У самиць смугастої морфи голова і верхня частина тіла сірувато-коричневі, поцятковані поперечними коричневими смугами. Нижня частина тіла білувата, поцяткована помітними темно-сірувато-бурими смугами. Груди мають рудувато-коричневий відтінок.
Райдужки червонувато-карі, навколо очей кремові, жовтуваті, блакитнувато-сірі або сірі кільця. Дзьоб сірувато-чорний, чорний або темно-коричневий, знизу біля основи світло-коричневий або тьмяно-жовтий. Внутрішня частина дзьоба оранжева або червона. Лапи червонувато-оранжеві, червонувато-коричневі, зеленувато-жовті або оливкові.
У молодих птахів тім'я і потилиця чорнувато-коричневі, поцятковані широкими світло-коричневими або рудувато-коричневими смужками і плямами. Підборіддя, горло і передня частина шиї кремові поцятковані чорнувато-коричневими смугами і плямами. Верхня частина тіла чорнувато-коричнева, поцяткована помітними поперечними коричневими або темно-рудувато-коричневими смугами, на надхвісті і верхніх покривних перах хвоста вони вужчі. Крила зверху чорнувато-коричневі, поцятковані поперечними світло-коричневими або рудувато-коричневими смугами. Груди кремові або світло-коричневі. Решта нижньої частини тіла білувата, поцяткована широкими чорнувато-бурими поперечними смугами і плямами, на животі і гузці вони вужчі.
Райдужки у молодих птахів оливкові, навколо очей вузькі темно-зелені кільця. Дзьоб переважно сірувато-коричневий, нижня частина дзьоба і верхня частина дзьоба біля основи коричнювато-жовті або рожевуваті. Внутрішня частина дзьоба жовта. Лапи зеленувато-сірі.

## Підвиди
Виділяють вісім підвидів:
- C. v. tymbonomus (Müller, S, 1843) — острови Роте[en], Тимор і Ветар (східні Малі Зондські острови);
- C. v. infaustus Cabanis & Heine, 1863 — північні і південні Молуккські острови, острови Раджа-Ампат, Нумфор[en], Біак[en], Япен, північний захід і центр Нової Гвінеї, острови Лонг-Айленд[en], Умбой[en] в архіпелазі Бісмарка;
- C. v. oreophilus Hartert, EJO, 1925 — південь, північний схід і південний схід Нової Гвінеї, острови Д'Антркасто;
- C. v. blandus Rothschild & Hartert, EJO, 1914 — острів Нініго[en] і острови Адміралтейства на північному заході архіпелагу Бісмарка;
- C. v. macrocercus Stresemann, 1921 — Нова Ірландія, Нова Британія і сусідні острови;
- C. v. websteri Hartert, EJO, 1898 — Новий Гановер[en];
- C. v. addendus Rothschild & Hartert, EJO, 1901 — Соломонові острови (за винятком острова Реннелл);
- C. v. variolosus (Vigors & Horsfield, 1827) — північ і схід Австралії (від північного сходу Західної Австралії до південної Вікторії).

Рудоволі і молуцькі кукавки раніше вважалися конспецифічними з австралійською кукавкою, однак були визнані окремими видами.

## Поширення і екологія
Австралійські кукавки мешкають в Австралії, Індонезії, Папуа Новій Гвінеї, на Соломонових Островах і Східному Тиморі. Вони живуть на узліссях густих вологих тропічних лісів і галерейних лісів, в мангрових заростях, густих чагарникових і акацієвих заростях, переважно на висоті до 1800 м над рівнем моря. Також вони трапляються у більш посушливих місцевостях, зокрема в рідколіссях і садах. На півночі Австралії під час сухого сезону вони зустрічаються в мангрових заростях і мусонних дощових лісах, а під час сезону дощів — переважно в рідколіссях. Загалом, австралійські кукавки ведуть переважно осілий спосіб життя, за винятком номінативного підвиду.
Австралійські кукавки під час негніздового періоду зустрічаються переважно поодинці, іноді формують невеликі зграйки. Вони часто непорушно сидять на гілках на вершині дерева впродовж тривалого часу, через що їх складно буває помітити. Австралійські кукавки живляться переважно волохатою гусінню, а також іншими комахами, зокрема бабками, кониками, жуками і осами, також павуками, равликами, плодами і насінням трав.
Австралійські кукавки, як і багато інших зозуль, практикують гніздовий паразитизм. Вони відкладають яйця в гнізда медоликів, червоноволих тоутоваї, сріблистих міагр і сизих віялохвісток, а також інших птахів, переважно з родини медолюбових. Більшість птахів-хазяїв, на яких паразитуть австралійські кукавки, мають відкриті гнізда.
Як і у багатьох видів зозуль, інкубаційний період у австралійських кукавок короткий і триває 12 днів. Пташенята вилуплюються голими і сліпими. Протягом 30 годин після вилуплення вони викидають з гнізда яйця і пташенят птахів-хазяїв. Вони покидають гніздо через 17 днів після вилуплення, однак науковці спостерігали, що пташенята австралійських кукавок вимагали своїх прийомних батьків годувати їх протягом місяця після вилуплення.